# メガンテレオン
メガンテレオン (Megantereon) はマカイロドゥス亜科に属する剣歯虎の1属で、北アメリカ・ユーラシア・アフリカに生息していた。本属はスミロドンの祖先である可能性がある。

## 分類

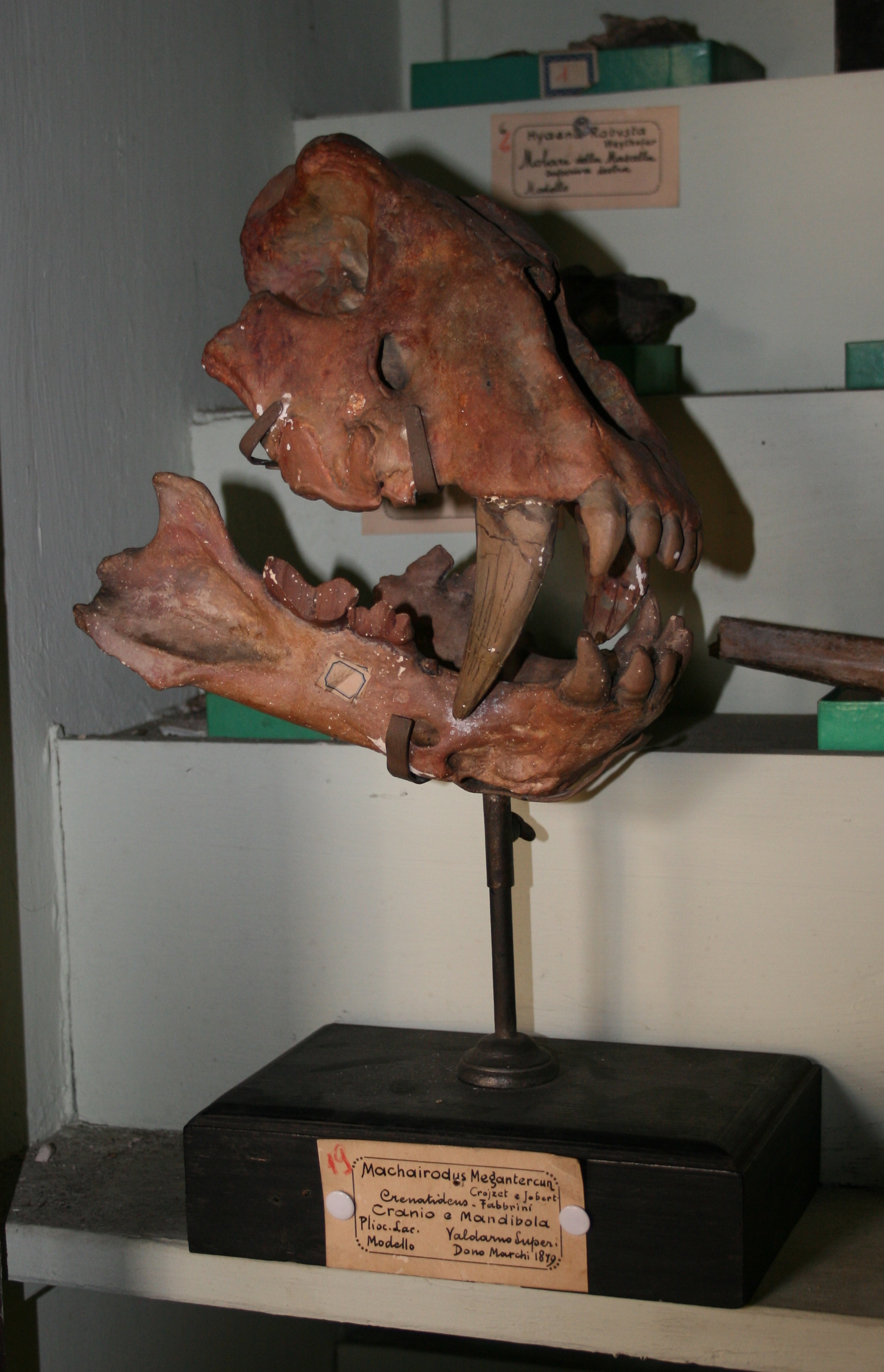
M. megantereon 頭骨

化石の断片はアフリカ・ユーラシア・北アメリカから見つかっている。崇左市にある Sabretooth Cave 産のほぼ完全な頭骨が示すように、その生息範囲は中国最南端まで達していたが、深い森林環境には適応していなかったためにほとんどのアジア地域では稀な存在だったらしい。メガンテレオンの確実な物として最古の記録は北アメリカ鮮新世からの物で、約450万年前とされている。およそ300-350万年前になると、アフリカ（例えばケニア）からの記録が、200-250万年前になるとアジアからの記録が確認されている。ヨーロッパで最古の記録はフランスの Les Etouaries 産の物で、年代は約250万年前とされている。そのため、メガンテレオンの北米起源説が提唱されている。しかしながら、最近ケニアとチャドから発見されそれぞれ570万年前/700万年前とされている断片的な化石はメガンテレオンの物である可能性がある。もしこの同定が正しいならば、これらが世界最古のメガンテレオン化石となる。そのため、この新発見によりメガンテレオンの起源が後期中新世のアフリカにあることが示唆される。
従って、真の種数は以下に転載した全種リストよりも少ない可能性がある：
- Megantereon cultridens (Cuvier, 1824)（模式種）
- Megantereon adroveri Pons Moya, 1987
- Megantereon ekidoit Werdelin & Lewis, 2000
- Megantereon falconeri Pomel, 1853
- Megantereon hesperus (Gazin, 1933)
- Megantereon microta Zhu et al., 2015[2]
- Megantereon vakhshensis Sarapov, 1986[7]
- Megantereon whitei Broom, 1937

しかしながら2022年になって、さらに多くの標本の記載を受け、アジア産の種がM. falconeriだけなのではなく、M. nihowanensis、M. inexpectatus (syn. M. lantianensis)、M. megantereon (syn. M. microta)などさらに多くの種が存在するとの説が出された。ただし、当該研究者は記録の貧弱さを理由にM. falconeriを考慮に入れておらず、そしてまたロンドン自然史博物館の頭骨とダブリンの博物館の頭骨の2標本は新種かもしれない（この事はそれ以前に別の研究者によって言及されている）と述べている。

### 進化
鮮新世の終わりに本属は北アメリカにおいてより大型のスミロドンに進化したが、その一方旧大陸では本属が中期更新世まで生き残った。東アフリカにおける最も新しいメガンテレオン化石はおよそ150万年前の物である。アフリカ南部では本属がElandsfonteinから記録されているが、その年代は40万年前-70万年前とされている。ドイツのUntermaßfeldから見つかった化石はメガンテレオンがヨーロッパに90万年前まで生存していたことを示している。アジアでは、中国の有名な化石産地である周口店で北京原人と共に発見されていることから、50万年前まで生き残っていた可能性がある。唯一の全身骨格はフランスのSenézeで見つかったものである。

## 記載

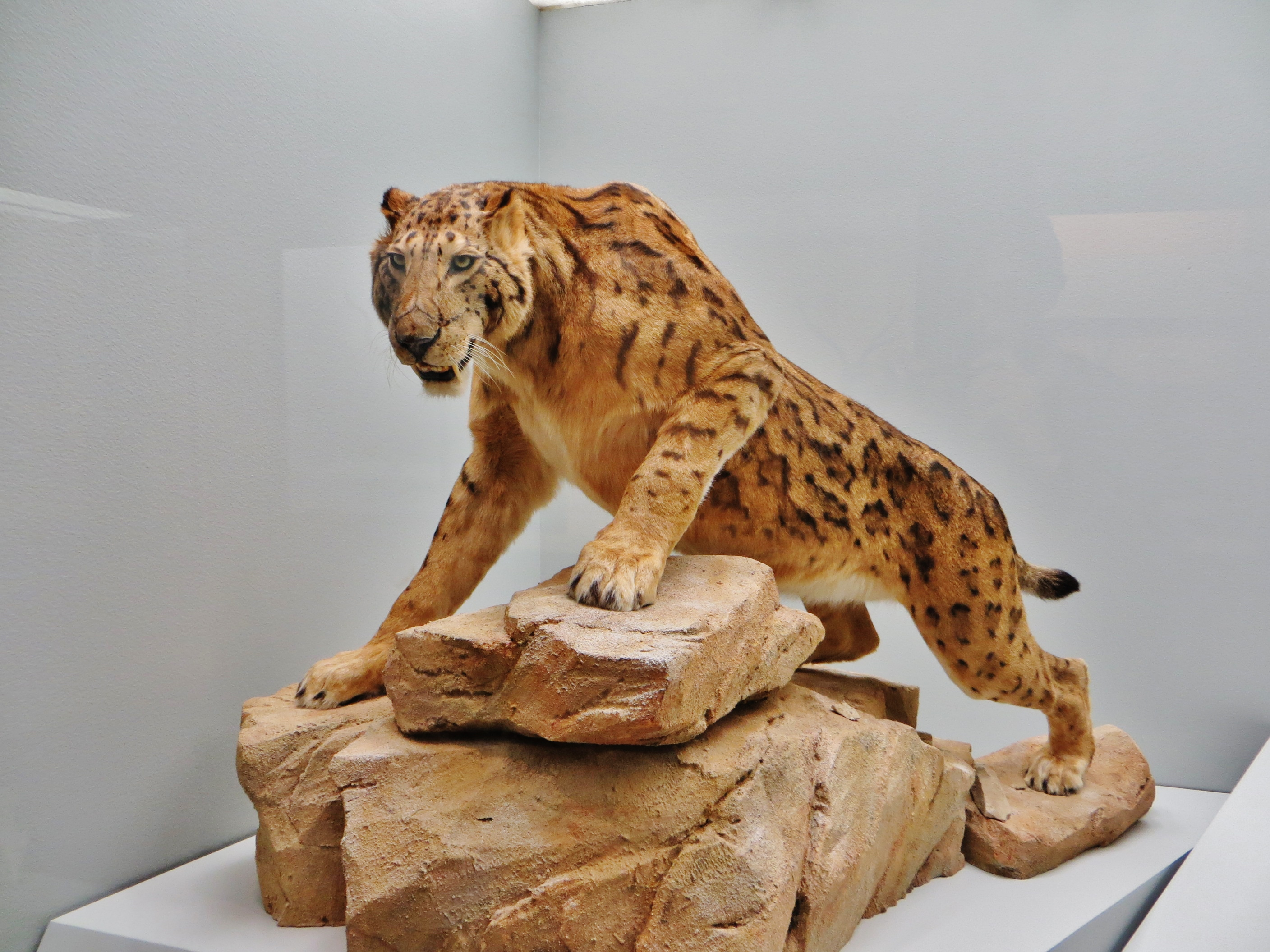
模型

メガンテレオンは大型のジャガーほどの身体付きで、さらにそれより少し重かった。ずんぐりした前脚の下半はライオンぐらいの大きさだった。首の筋肉は強大で、強力な剪断を伴う一咬みをもたらすことが出来た。伸長した上顎犬歯は下顎にある鍔状の出っ張りによって保護されていた。Mauricio Antónが著書The Big Cats and their Fossil Relativesで行った復元では、フランス・オート＝ロワール県のSenézeで発見された全身骨格標本の肩高を72 cm としている。最大の標本はインド産の物で、体重は90-150 kg（平均120 kg）と推定されている。メガンテレオンの中型種はユーラシアの他の地域と鮮新世の北アメリカから見つかっている。ヨーロッパ下部更新統とアフリカ産の最小種は体重がわずか60-70 kg と見積もられている。しかし、これらの推定は裂肉歯の比較によって得られた物である。体骨格に基づく新しい推定では、小型種の体重はおよそ100 kg と導き出されている。これに準ずるさらに最近の資料による推定では、ヨーロッパ下部更新統産のメガンテレオンを100-160 kg としている。

## 古生物学

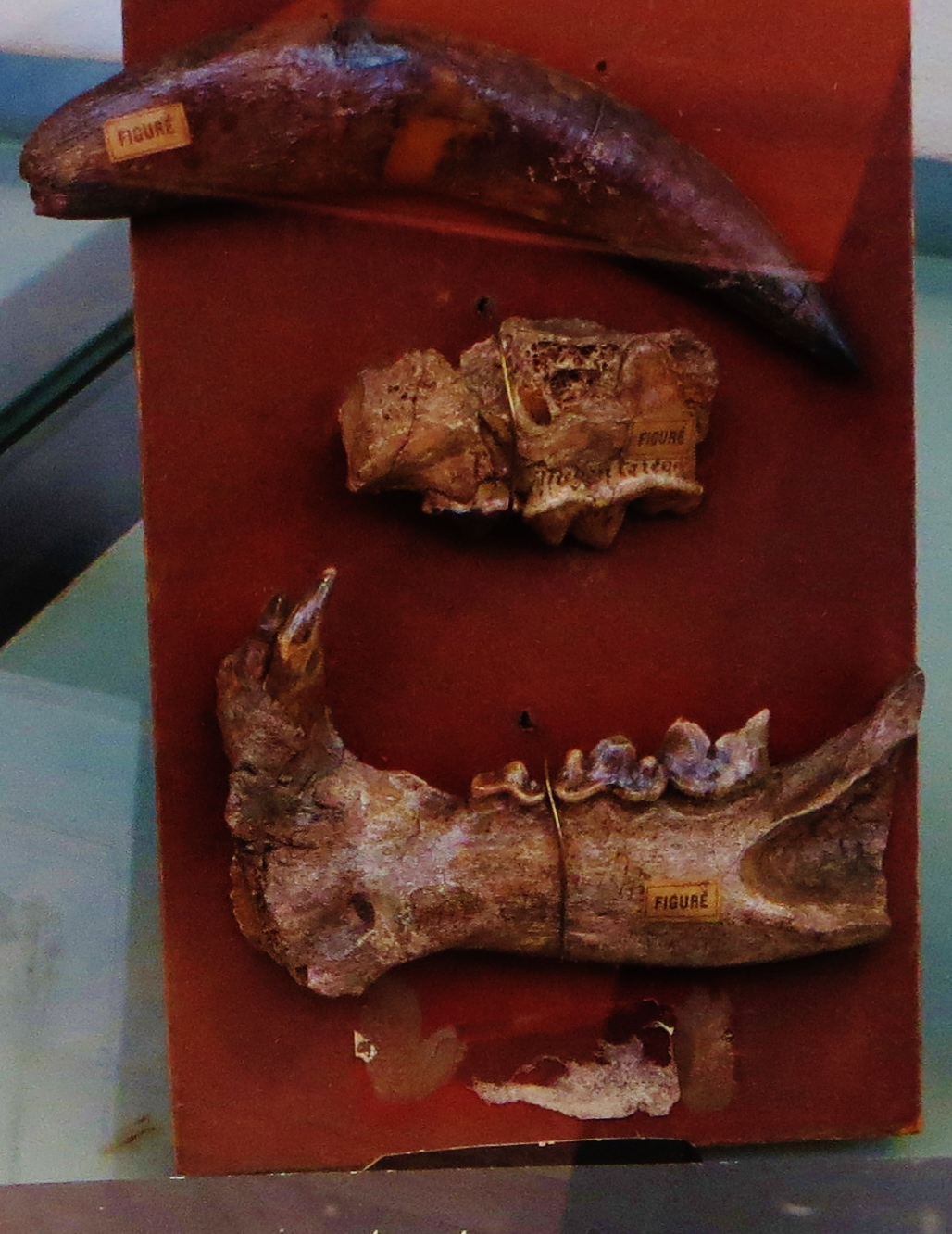
歯と下顎

ヨーロッパではメガンテレオンは大型の偶蹄類やウマ類、またはサイやゾウの若年個体を獲物にしていたと考えられている。その身体の大きさにもかかわらず、メガンテレオンは樹上性でもあり、より古い時代のプロメガンテレオン（メガンテレオンの先祖と考えられている）と同じく、またより新しい時代のスミロドン（その時間のほとんどを地上で過ごしていたと信じられている）とは異なり、樹に登ることも出来た。これに加え、メガンテレオンが比較的小さな裂肉歯を持つことから、一旦殺した獲物を深い藪の中や木の上など奪いに来るかもしれない敵を遠ざけた場所でゆっくりと食べていたことが示唆される。この事からおそらくは単独性であったという点で現生のヒョウと似た生活様式を取っていたと推測されている。
メガンテレオンが獲物にただ単純に咬みついていたというのは考え難い。なぜなら、スミロドンの物が特に有名であるその長い剣状歯はそれほど頑丈ではなく、暴れる獲物の体内に埋没させたままにはできず、もしそうしたならば剣状歯が折れてしまうだろうからである。そのため彼らの捕殺における戦術はまだよくわかっていない。
現在一般的に考えられているのは、メガンテレオンは他の剣歯虎と同様に、その長い剣状歯で獲物の喉に咬みつき、主要な神経と血管のほとんどを切断する事で殺していたと言う物である。歯が損傷を受ける危険性はまだ存在するが、獲物となる動物は充分迅速に絶命して奮闘は最小限に抑えられただろう。
ジョージアのドマニシでは、ホモ・エレクトス頭骨の外観にメガンテレオンが人類と関係を持っていた証拠も見つかっている。D2280と番号付けられたその頭骨には、後頭骨にメガンテレオンの剣状歯寸法と一致する傷が見られた。咬傷の位置から見て、この原人は頭骨の前上方から攻撃されており、メガンテレオンはこの原人を競争相手と見て傷をつけたと考えられる。マカイロドゥス亜科が競争相手となる捕食者（他のマカイロドゥス亜科をも含む）に残した咬傷が過去に発見された化石上に見つかっており、競合相手と見なした者に対する攻撃的反応を示す傷である。捕食や腐肉食をされた形跡は無いので、この原人はメガンテレオンから辛くも逃れることができたらしいが、受けた傷は結局のところ致命傷となった。歯の炭素同位体比から、Swartkransにおいてメガンテレオンがヒト科動物を捕食していたさらなる証拠が存在する。共通の環境下にあった同所性マカイロドゥス亜科のディノフェリス (Dinofelis) と比較してみると、それぞれの歯に含まれる炭素の同位体比に基づいて、草本食動物の捕食を好んでいたディノフェリスに比べて、メガンテレオンはよりヒト科動物を獲物としていたらしい事が分かった。

## 関連書籍
- Augustí, Jordi. Mammoths, Sabertooths and Hominids: 65 Million Years of Mammalian Evolution in Europe. New York: Columbia University Press, 2002, ISBN 0-231-11640-3.
- Mol, Dick, Wilrie van Logchem, Kees van Hooijdonk and Remie Bakker. The Saber-Toothed Cat of the North Sea. Uitgeverij DrukWare, Norg 2008, ISBN 978-90-78707-04-2.
- Turner, Alan. The Big Cats and Their Fossil Relatives: An Illustrated Guide to their Evolution and Natural History. Illustrations by Mauricio Antón. New York: Columbia University Press, 1997, ISBN 0-231-10229-1.